# Павлюк Євген Валерійович
Євге́н Вале́рійович Павлю́к — майор Збройних Сил України, учасник російсько-української війни. Лицар ордена Богдана Хмельницького та кавалер ордена Данила Галицького.

## Життєпис
Станом на 18 листопада 2024 року — майор, проходить військову службу у складі одного з підрозділів Збройних Сил України.

## Нагороди
- Хрест бойових заслуг (28.11.2023) — за особисту мужність, виявлену у захисті державного суверенітету та територіальної цілісності України, самовіддане виконання військового обов'язку[1];
- Орден Богдана Хмельницького II ступеня (11.10.2018) — за вагомий особистий внесок у зміцнення обороноздатності Української держави, мужність, самовідданість і високий професіоналізм, виявлені під час бойових дій, зразкове виконання службових обов'язків[2];
- Орден Богдана Хмельницького III ступеня (03.11.2015) — за особисту мужність і високий професіоналізм, виявлені у захисті державного суверенітету та територіальної цілісності України, вірність військовій присязі[3];
- Орден Данила Галицького (18.11.2024) — за особисту мужність, виявлену у захисті державного суверенітету та територіальної цілісності України, самовіддане виконання військового обов'язку[4].